# Heike Warnicke
Heike Sinaki (* 1. Juni 1966 in Weimar, geborene Schalling, geschiedene Heike Warnicke) ist eine ehemalige deutsche Eisschnellläuferin. Sie nahm von 1984 bis 1998 zunächst für die DDR, später für das wiedervereinigte Deutschland an internationalen Großereignissen teil. Hinter ihrer Mannschaftskollegin Gunda Niemann vom ESC Erfurt gewann sie 1992 zwei olympische Silbermedaillen über 3000 Meter und 5000 Meter sowie Anfang der 1990er Jahre mehrere Medaillen bei Welt- und Europameisterschaften im Mehrkampf.

## Sportliche Laufbahn
Heike Schalling begann in ihrer frühen Jugend mit dem Eisschnelllauf. Sie trainierte unter anderem gemeinsam mit der etwa gleichaltrigen Constanze Scandolo (spätere Moser) ab 1980 als Athletin des SC Turbine Erfurt bei Gabriele Fuß, ab Mitte der 1980er Jahre gehörte auch Gunda Kleemann (spätere Niemann beziehungsweise Niemann-Stirnemann) der Trainingsgruppe an. 1983 gewann Schalling über 1500 Meter und 3000 Meter erste Titel in ihrer Altersklasse bei der Kinder- und Jugendspartakiade. In der Folge debütierte sie 1984 bei der Junioren-Weltmeisterschaft und bei der Europameisterschaft im Erwachsenenbereich, wo sie den siebten beziehungsweise den vierzehnten Rang im Kleinen Vierkampf belegte. Im Jahr darauf wurde sie als 18-Jährige Sechste bei ihrer WM-Premiere (bei der es zu einem von Andrea Schöne-Mitscherlich angeführten DDR-Dreifachsieg kam) und gewann zwei Titel bei den nationalen Meisterschaften. Für Erfurt und ihren Verein waren das die ersten Titel bei den Frauenwettkämpfen, die zuvor von Sportlerinnen aus Dresden und Ost-Berlin geprägt worden waren. Obwohl sie in der Folge weitere Ergebnisse unter den ersten Zehn bei Großereignissen erreichte, fand sie anders als ihre Vereinskolleginnen Scandolo und Kleemann keine Berücksichtigung im DDR-Aufgebot für die Olympischen Winterspiele 1988.
In der Saison 1988/89 rückte Schalling nach den Rücktritten mehrerer führender DDR-Eisschnellläuferinnen dauerhaft in die erste Mannschaft auf. Ihr gelangen im gleichen Winter die ersten drei ihrer letztlich fünf Weltcupsiege, die sie jeweils über die 3000-Meter-Distanz einfuhr und mit denen sie zudem die Langstrecken-Gesamtwertung im Weltcup für sich entschied. Schalling (nach ihrer ersten Hochzeit 1990: Warnicke) etablierte sich in der Folge in der Weltspitze und gewann zwischen 1990 und 1993 bei sechs von acht ausgetragenen Welt- und Europameisterschaften im Mehrkampf Silber- und Bronzemedaillen. Bei fünf dieser sechs zweiten und dritten Plätze ging der Titel an ihre Mannschaftskollegin Gunda Niemann, die zur erfolgreichsten Eisschnellläuferin der 1990er Jahre aufstieg. Warnicke gab an, Niemann als „Konkurrentin und Freundin zugleich“ gesehen zu haben: Beide waren nach dem Rücktritt Constanze Mosers 1990 in den ersten Jahren nach der Wiedervereinigung die einzigen verbliebenen Athletinnen in Gabi Fuß’ Erfurter Trainingsgruppe. Niemann sprach im Rückblick von dieser Gruppe (inklusive der Trainerin) als „ein[em] Trio, das wie Pech und Schwefel zusammenhielt und so die Wirren der sportlichen Einheit überstand“. Sie hob ihre Zimmernachbarin Warnicke zudem als ihre „stärkste Gegnerin“ hervor und beschrieb den internen Wettkampf als motivierend und leistungsfördernd. Bei den Olympischen Winterspielen 1992 in Albertville lief Warnicke über 3000 Meter im ersten Paar eine Zeit von 4:22,88 Minuten, die nur Niemann unterbot. Auch im 5000-Meter-Rennen gewann sie hinter Niemann die Silbermedaille, wofür sie mit dem Silbernen Lorbeerblatt ausgezeichnet wurde.
Weder im Weltcup 1993/94, wo sie erstmals seit sechs Jahren in keinem Rennen das Podium erreichte, noch bei den olympischen Wettkämpfen 1994 in Hamar (mit einem 15. Rang über 3000 Meter als bestem Ergebnis) knüpfte Warnicke an ihre Ergebnisse vorheriger Jahre an. Sie trennte sich nach der Saison – wie auch Gunda Niemann – von ihrer Trainerin Gabi Fuß und wechselte zur ebenfalls in Erfurt trainierenden Gruppe von Stephan Gneupel. In den nächsten Jahren erreichte sie weiter regelmäßige Top-Ten-Ergebnisse im Weltcup und stand dort bis 1998 in vier Wettkämpfen auf dem Podest. Auch bedingt durch den Aufstieg jüngerer Läuferinnen wie Claudia Pechstein und Anni Friesinger erhielt sie aber weniger Einsätze bei internationalen Großereignissen. Im Dezember 1996 war Warnicke die erste deutsche Athletin, die den von den Niederländern eingesetzten Klappschlittschuh nach einer anfangs von der Deutschen Eisschnelllauf-Gemeinschaft verhängten Testsperre ausprobierte. Bei ihrer dritten und letzten Olympiateilnahme 1998 wurde sie 14. über 5000 Meter. Im Winter 1998/99 trat sie zu keinem Wettkampf mehr an und erklärte im März 1999 ihr endgültiges Karriereende.

## Persönliches
Schalling schloss nach der Mittleren Reife eine Ausbildung als Industriekauffrau ab und absolvierte 1992 ein Volontariat bei der Thüringer Allgemeinen. Mitte der 1990er Jahre war sie hauptberuflich bei der Stadt Weimar im Bereich Öffentlichkeitsarbeit beschäftigt.
In erster Ehe war Heike Schalling mit dem Eisschnellläufer Jürgen Warnicke verheiratet. 1999 wanderte sie nach Kalifornien aus und lebt dort als Heike Sinaki in zweiter Ehe mit einem Computerspezialisten, mit dem sie eine Tochter (* 2001) hat. Sie arbeitete in Kalifornien zunächst 10 Jahre als Kindergärtnerin, inzwischen ist sie als Koordinatorin in einem Krankenhaus-Kindergarten tätig.

## Statistik

### Olympische Winterspiele
Heike Warnicke zählte von 1992 bis 1998 bei drei aufeinanderfolgenden Winterspielen zum deutschen Aufgebot. Sie nahm an sechs Wettkämpfen teil, in denen sie zwei Silbermedaillen gewann.
| Olympische Winterspiele | Olympische Winterspiele | 1500 m | 3000 m | 5000 m |
| Jahr                    | Ort                     | 1500 m | 3000 m | 5000 m |
| ----------------------- | ----------------------- | ------ | ------ | ------ |
| 1992                    | Albertville             | 8.     | 2.     | 2.     |
| 1994                    | Lillehammer             | 26.    | 15.    | –      |
| 1998                    | Nagano                  | –      | –      | 15.    |

### Einzelstrecken-Weltmeisterschaften
An den 1996 erstmals stattfindenden Einzelstrecken-Weltmeisterschaften nahm Warnicke zweimal teil und blieb ohne Medaille.
| Einzelstrecken-WM | Einzelstrecken-WM | 5000 m |
| Jahr              | Ort               | 5000 m |
| ----------------- | ----------------- | ------ |
| 1996              | Hamar             | 7.     |
| 1997              | Warschau          | 4.     |

### Mehrkampfweltmeisterschaften
Von 1985 bis 1996 nahm Warnicke an zehn Mehrkampfweltmeisterschaften teil und gewann dabei eine Silber- und eine Bronzemedaille. Die folgende Tabelle zeigt ihre Zeiten – und in Klammern jeweils dahinter ihre Platzierungen – auf den vier gelaufenen Einzelstrecken sowie die sich daraus errechnende Gesamtpunktzahl nach dem Samalog und die Endplatzierung. Die Anordnung der Distanzen entspricht ihrer Reihenfolge im Programm der Mehrkampf-WM; lediglich 1996 wurden die 1500 Meter vor den 3000 Metern gelaufen.
| Mehrkampf-WM | Mehrkampf-WM | 500 m      | 3000 m       | 1500 m       | 5000 m      | Punkte  | Platz |
| Jahr         | Ort          | 500 m      | 3000 m       | 1500 m       | 5000 m      | Punkte  | Platz |
| ------------ | ------------ | ---------- | ------------ | ------------ | ----------- | ------- | ----- |
| 1985         | Sarajevo     | 43,70 (21) | 4:37,86 (3)  | 2:09,49 (6)  | 7:47,90 (6) | 179,963 | 6.    |
| 1987         | West Allis   | 44,90 (27) | 4:40,44 (5)  | 2:17,64 (12) | 8:04,06 (5) | 185,926 | 8.    |
| 1989         | Lake Placid  | 45,51 (20) | 4:40,36 (2)  | 2:16,04 (16) | 8:00,92 (5) | 185,674 | 8.    |
| 1990         | Calgary      | 43,05 (21) | 4:21,61 (3)  | 2:06,95 (10) | 7:28,37 (1) | 173,804 | 5.    |
| 1991         | Hamar        | 44,37 (17) | 4:38,70 (2)  | 2:12,42 (3)  | 7:53,64 (2) | 182,324 | 2.    |
| 1992         | Heerenveen   | 42,94 (19) | 4:24,69 (4)  | 2:09,06 (14) | 7:36,09 (6) | 175,684 | 5.    |
| 1993         | Berlin       | 42,82 (16) | 4:23,64 (2)  | 2:08,41 (3)  | 7:33,48 (3) | 174,911 | 3.    |
| 1994         | Butte        | 43,60 (20) | 4:38,87 (10) | 2:15,57 (13) | 8:10,89 (7) | 184,357 | 11.   |
| 1995         | Tynset       | 43,40 (17) | 4:27,68 (4)  | 2:09,55 (8)  | 7:39,42 (3) | 177,138 | 5.    |
| 1996         | Inzell       | 43,92 (23) | 4:29,87 (4)  | 2:13,02 (22) | 7:52,64 (6) | 180,502 | 10.   |

### Mehrkampfeuropameisterschaften
Von 1984 bis 1996 nahm Warnicke an elf Mehrkampfeuropameisterschaften teil und gewann dabei zwei Silber- und zwei Bronzemedaillen. Die folgende Tabelle zeigt ihre Zeiten – und in Klammern jeweils dahinter ihre Platzierungen – auf den vier gelaufenen Einzelstrecken sowie die sich daraus errechnende Gesamtpunktzahl nach dem Samalog und die Endplatzierung. Die Anordnung der Distanzen entspricht ihrer Reihenfolge im Programm der Mehrkampf-EM bis 1990; ab 1991 wurde die 1500-Meter-Strecke vor der 3000-Meter-Strecke gelaufen.
| Mehrkampf-EM | Mehrkampf-EM | 500 m      | 3000 m       | 1500 m       | 5000 m       | Punkte  | Platz |
| Jahr         | Ort          | 500 m      | 3000 m       | 1500 m       | 5000 m       | Punkte  | Platz |
| ------------ | ------------ | ---------- | ------------ | ------------ | ------------ | ------- | ----- |
| 1984         | Alma-Ata     | 44,18 (23) | 4:42,31 (12) | 2:12,41 (16) | 8:12,24 (12) | 184,591 | 14.   |
| 1985         | Groningen    | DSQ        | 4:43,32 (9)  | 2:20,24 (16) | –            | 93,966  | NC    |
| 1986         | Geithus      | 46,04 (25) | 4:40,28 (11) | 2:16,26 (18) | 7:59,51 (6)  | 186,124 | 14.   |
| 1987         | Groningen    | 45,64 (24) | 4:36,24 (3)  | 2:16,29 (9)  | 7:57,22 (3)  | 184,832 | 5.    |
| 1989         | Berlin       | 44,50 (16) | 4:28,54 (12) | 2:13,86 (9)  | 7:47,80 (3)  | 180,656 | 6.    |
| 1990         | Heerenveen   | 43,11 (21) | 4:23,96 (4)  | 2:07,53 (4)  | 7:31,53 (2)  | 174,766 | 3.    |
| 1991         | Sarajevo     | 44,21 (11) | 4:27,27 (2)  | 2:09,70 (2)  | 7:33,12 (2)  | 177,300 | 2.    |
| 1992         | Heerenveen   | 43,18 (17) | 4:18,67 (2)  | 2:07,47 (6)  | 7:21,06 (2)  | 172,887 | 3.    |
| 1993         | Heerenveen   | 42,41 (10) | 4:17,84 (2)  | 2:05,19 (3)  | 7:17,05 (2)  | 170,818 | 2.    |
| 1994         | Hamar        | 43,28 (18) | 4:21,02 (6)  | 2:07,70 (10) | 7:27,22 (4)  | 174,081 | 9.    |
| 1996         | Heerenveen   | 43,63 (16) | 4:25,70 (7)  | 2:09,37 (7)  | 7:35,56 (5)  | 176,592 | 9.    |

### Weltcupsiege
Warnicke trat zwischen dem 25. Januar 1986 und dem 22. März 1998 zu 103 Weltcuprennen an, von denen sie 39 auf dem Podest beendete und 5 gewann, jeweils über 3000 Meter.
| Nr. | Datum         | Bahn              | Ort        | Distanz    | Zeit        |
| --- | ------------- | ----------------- | ---------- | ---------- | ----------- |
| 1.  | 12. Feb. 1989 | Olympic Oval      | Calgary    | 3000 Meter | 4:17,71 min |
| 2.  | 11. März 1989 | Eisstadion Inzell | Inzell     | 3000 Meter | 4:20,78 min |
| 3.  | 18. März 1989 | Thialf            | Heerenveen | 3000 Meter | 4:19,20 min |
| 4.  | 13. Jan. 1991 | Eisstadion Davos  | Davos      | 3000 Meter | 4:36,25 min |
| 5.  | 17. Jan. 1993 | Eisstadion Davos  | Davos      | 3000 Meter | 4:22,04 min |